# Simulium travassosi
Simulium travassosi är en tvåvingeart som beskrevs av D'andretta 1947. Simulium travassosi ingår i släktet Simulium och familjen knott. Inga underarter finns listade i Catalogue of Life.